# كريس غريفين
كريس غريفين (بالإنجليزية: Chris Griffin)‏ هو سياسي أمريكي، ولد في 21 أغسطس 1980. حزبياً، نشط في الرابطة الديمقراطية غير الحزبية في داكوتا الشمالية ‏. وقد انتخب عضو مجلس نواب داكوتا الشمالية.